# Arthur Fancy
El capitán Arthur Fancy es un personaje de ficción y protagonista en la serie televisiva NYPD Blue. Es interpretado por James McDaniel desde la primera temporada hasta la octava.

## Biografía
Al final del verano de 1995, Fancy declaró tener 42 años y que tenía 41 cuando su esposa dio a luz, en enero de 1995, ubicando su propio nacimiento entre los meses de enero y agosto de 1953. También hizo alusión, en la segunda temporada, a que había cumplido recientemente veinte años de servicio en la fuerza policial, lo que avala la idea de que se unió a la fuerza en 1974 a la edad mínima de 21 años.
Según sus colegas, Fancy fue capaz de subir de rango rápidamente gracias, o a pesar, de ser un afroestadounidense en el Departamento de Policía de Nueva York. Fancy fue uno de los primeros comandantes afroestadounidenses en una fuerza previamente controlada por oficiales de ascendencia irlandesa. Según el oficial Jack Hanlon, en una conversación con John Kelly, la fuerza estaba conformada en su mayoría por oficiales de origen irlandés con algunos de ascendencia italiana y judíos, aunque muy pocos afroestadounidenses.

## Familia
La esposa de Fancy, Lilian, es interpretada por Tamara Tunie. Al principio de la serie, ellos tienen dos hijas y un tercero, Arthur Jr., nacido durante el trascurso de la serie. La familia participa además en el programa de familias de acogida. Lilian es diabética, lo que causa que Fancy se vuelva sobreprotector durante el último embarazo de su esposa, por lo que posteriormente se disculpa.
Fancy tiene un hermano más joven, un oficial llamado Reggie, interpretado por Michael Jai White, quién desconfía de los blancos. El comportamiento combativo de Reggie provoca la ira del sargento McNamara, que hizo la academia policial con Fancy. En un intento por conseguir el despido de Reggie, McNamara apoya la falsa acusación por soborno de un taxista, y lo suspende. McNamara aclara, entonces, que está solamente siguiendo los procedimientos del departamento. Fancy, consciente del racismo de McNamara y su colaboración con el taxista, informa a sus detectives quienes conducen una investigación que revela a Reggie como inocente. McNamara opta, entonces, por terminar con su venganza contra Reggie, y Fancy sugiere a su hermano de transferirse inmediatamente a otro departamento para poder escapar de McNamara. Fancy también aprovecha la oportunidad de proporcionarle a Reggie una lección en profesionalismo y confianza, señalándole que ninguno de los detectives que lo ayudaron — Medavoy, Martinez, y Simone — eran afroamericanos.
En la sexta temporada se revela que el padre de Fancy fue un alcohólico que robó los ahorros de su esposa y murió en la ruina, en la calle, lo que motivó a Fancy a tener una carrera y una vida exitosas. En la primera temporada, Fancy y su familia adoptan a un niño de nombre Maceo, y Fancy queda devastado cuando la madre biológica de Maceo, una drogadicta recuperada, reclama la custodia de su hijo. En la cuarta temporada, Maceo es detenido por traficar con drogas para su madre y Fancy lo convence a cooperar con el departamento para poner un bastón entre las ruedas a los asociados de ella. Durante el interrogatorio, mientras Maceo mira a través del espejo unidireccional, su madre lo culpa por el delito y declara que a su hijo le haría bien pasar un tiempo en la cárcel. Fancy, entonces, logra un acuerdo con el fiscal que permite a Maceo trabajar en una granja penitenciaria por pocos años en lugar de cumplir con una condena más larga en la cárcel, acto seguido intenta aconsejarle para que haga algo bueno con su vida una vez que haya salido, dado que va a seguir siendo joven. 

## Relación con los comandantes del 15.º precinto
Cuando un comandante de distrito llamado Haverill (interpretado por James Handy) planea inventar falsas acusaciones para sacar a Fancy de su cargo como comandante, Andy Sipowicz utiliza información sobre un asesinato del crimen organizado no resuelto para chantajear a Haverill y dejar a Fancy en su cargo. 
Haverill, más tarde, empieza una cacería de brujas dirigida hacia el detective John Kelly, uno de los mejores detectives a cargo de Fancy. Después de reavivar una investigación basada en acusaciones endebles, Haverill provoca que Kelly cometa un acto de insubordinación, lo que da pie al primero para disciplinarlo y asignarlo a un trabajo como despachador. Antes que aceptar esta humillante degradación, Kelly dimite de la fuerza, lo que causa un gran remordimiento en Fancy.
En otro intento para arruinar la carrera de Fancy, posteriormente Haverill intenta utilizar uno de los informantes de Fancy para hacer quedar a este último como un oficial corrupto. Fancy descubre el plan y consigue que el informante grabe a Haverill llamándolo "negro". Después de que Fancy y sus detectives impidieran el robo de un coche blindado, Fancy reproduce la grabación en frente de Haverill y le da a elegir entre una jubilación temprana o un juicio civil por discriminación racial. Haverill, furioso, opta por la primera opción.
Haverill es substituido por el capitán Graves Clifford, que es un patrullero veterano. A veces discrepa de Fancy, pero siempre se muestra solidario con él y sus detectives.

## Relación con el Detective Sipowicz
Fancy fue uno de los primeros personajes que más influenció en Andy Sipowicz para que cambiase sus conceptos racistas. La mayor parte de la hostilidad que éste albergaba en contra de Fancy era causada por el tumultuoso pasado de su infancia, y de sus primeros años en la fuerza cuando se infiltró en el Partido Pantera Negra. Fancy, quien ya venía lidiando con oficiales de policía intolerantes desde los tiempo de la academia, no se hizo intimidar fácilmente por las actitudes racistas de Sipowicz.
Fancy y Sipowicz tuvieron unos cuantos malentendidos durante los primeros años, el más notable fue a raíz de un tiroteo policial con cargos raciales donde Sipowicz intercambió unos comentarios racistas con un activista de color, pero, eventualmente, y con el pasar del tiempo, supieron poner a un lado sus diferencias y admirar sus mutuos talentos. Mientras que Andy está seguro de que Fancy lo quiere fuera de la fuerza y está complotando en secreto para arruinar su carrera (cuando Andy no obtuvo la promoción a detective de primer grado que se había merecido, inicialmente pensó que Fancy había saboteado su solicitud, pero finalmente admitió la triste realidad de que los dirigentes del departamento habían rechazado su solicitud por los motivos correctos), en el fondo sabía que Fancy intentaba salvarlo de arruinar su carrera, cosa que arriesgó hacer en dos ocasiones a causa de su alcoholismo en donde estuvo a punto de enfrentar el retiro forzado, pero Fancy le dio la oportunidad de reivindicarse.
A pesar de su obstinada intolerancia, Sipowicz respetaba a Fancy y su jefe, defendiéndolo en numerosas ocasiones; incluyendo el chantaje al superior de Fancy, Haverill, un comandante racista que quería un hombre blanco a cargo de la comisaría 15. Sipowicz sospechaba que éste estuviese planeando el traslado de Fancy. En otra ocasión, Fancy dejó en claro que respetaba el talento como investigador de Sipowicz, rechazando el traslado de éste a otra comisaría. Fancy sospechaba que el traslado de Sipowicz resultaría en que el substituto de Sipowicz fuese otro racista intolerante que hubiese tenido 0% de los talentos policiales de Andy. Al asesorar a sus detectives por la llegada del comandante de escuadrón Tony Rodriguez, Fancy declaró que si un miembro de su familia hubiese sido asesinado, hubiera querido que Andy fuese quien dirigiera la investigación.

## El incidente de Bayside, Queens
En la cuarta temporada, Fancy y su esposa fueron detenidos por dos oficiales uniformados en un semáforo de Bayside, Queens, y tratados de una manera ruda y posiblemente racista.
Al día siguiente, Fancy llamó a los oficiales, afirmando que su reacción fue exagerada al detenerlos y tratarlos como si fuesen sospechosos de un robo a mano armada. Después de haber interrogado a los oficiales, Fancy concluyó que él y su esposa fueron detenidos a punta de pistola, basándose exclusivamente por su raza. El oficial Szymanski negó vehementemente las acusaciones y declaró que llevaba adelante ese mismo procedimiento con todos los sospechoso por un cuestión de precaución.
Enojado, Fancy aborda al capitán Bass, requiriendo que el Jefe de Patrulla transfiriera al oficial Szymanski lejos de la comisaría de Bayside, predominantemente formados por blancos caucásicos. Fancy pretenderá que Szymanski esté forzado a "ganarse el pan" y aprender a interactuar con afroamericanos, trabajando en una comisaría predominantemente afroamericana. Por otra parte el otro oficial subalterno, McCaslin, ha estado en la fuerza por sólo diez meses y estaba sentado en el asiento de pasajeros del coche patrulla durante lo ocurrido, Fancy intuía que él estaba simplemente respaldando a su superior Szymanski.
Fancy recomendó que Szymanski fuera trasladado a una comisaría situada en Harlem o en el norte de Brooklyn; él, entonces, fue reasignado a la comisaría en el vecindario de Bedford-Stuyvesant. Szymanski se acercó a Fancy furioso por haber sido trasladado a una "letrina", acusando a Fancy por abuso de poder, cosa que Fancy admitió señalando: "Cuando detienes a alguien no sabes con quién estás lidiando".
El capitán Bass se acercó entonces a Fancy, diciendo que trasladar a Szymanski a la comisaría de Bedford era una mala idea, y que poner a un oficial racista en una comisaría problemática y predominantemente afroamericana, sólo incrementaría los problemas de la comunidad y comprometería la seguridad de los inocentes citadinos locales. Fancy se dio cuenta de que Bass estaba en lo cierto y trasladó a Szymanski bajo su propio comando en la comisaría 15, adonde le fue asignado un colega negro.
Szymanski, tiempo después, tuvo que hacer frente a falsas acusaciones por haberle robado a un traficante negro y asesinar un oficial de incógnito, también de color. Sin embargo, Fancy llegó a exculpar a Szymanski de ambos cargos después de escuchar la versión de éste sobre ambas situaciones, lo que llevó a una tregua entre los dos.

## Promoción a Capitán
Cuando el equipo de detectives de la comisaría n°15 descubrió que la esposa de Bass estaba autolesionándose para llamar la atención, Bass expresó su gratitud por evitar que el asunto se convirtiera en un caso criminal o  fuera noticia en los medios. Él entonces se retiró para cuidar de su esposa y recomendó a Fancy como su reemplazo. Cuando la lugarteniente Susan Dalto, extremadamente impopular, fue trasladada como su reemplazo, Fancy pidió un último favor a Bass, y Bass logró el traslado de Dalto a otra unidad. Fue entonces que, después de nueve exitosos años como capitán del equipo de detectives de la comisaría 15, Fancy fue promovido a capitán. Fancy finalmente fue remplazado por el lugarteniente Rodríguez.